# Hendrik Blok

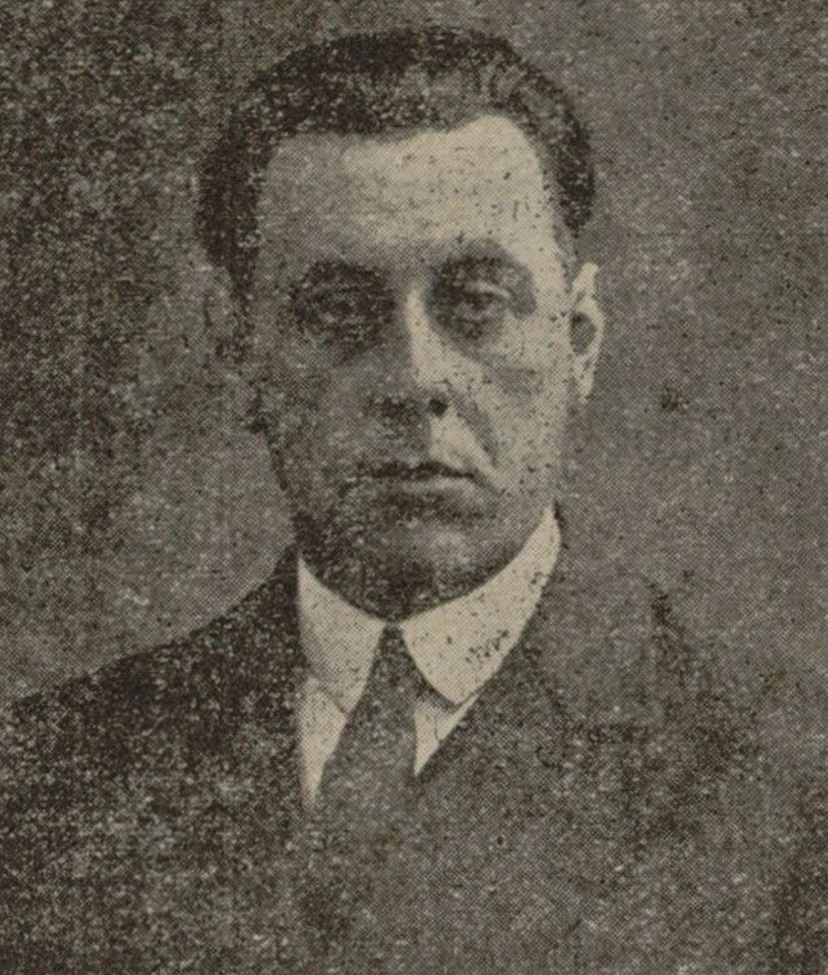
H. Blok (ca. 1929)

Hendrik Blok (Reeuwijk, 5 april 1898 – 10 februari 1971) was een Nederlands politicus van de ARP.
Hij is werkzaam geweest bij de gemeentesecretarie van de gemeenten Kamerik en Zegveld voor hij in mei 1924 als adjunct-commies 1e klas in ging werken bij de gemeente Maassluis. In augustus 1929 werd Blok benoemd tot burgemeester van Almkerk. Die functie vervulde hij bijna 34 jaar, tot zijn pensionering in mei 1963. Blok overleed begin 1971 op 72-jarige leeftijd.